# クイーン・メリー (客船)

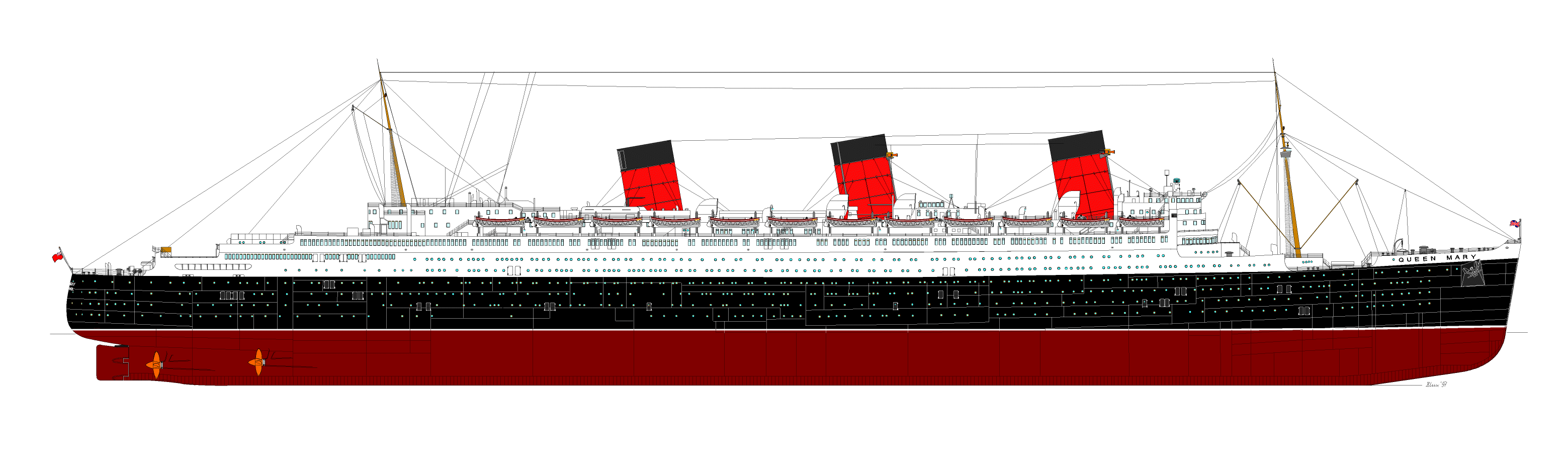
クイーン・メリー（1936年当時）

クイーン・メリー（RMS Queen Mary）は、キュナード・ラインが所有していたオーシャン・ライナーである。キュナード・ラインがサウサンプトン - シェルブール - ニューヨークを毎週行き来できるように計画した2隻のうちの1隻であり、建造はスコットランドのクライドバンクに位置するジョン・ブラウン・アンド・カンパニーであった。
本船は1936年から1967年にかけて北大西洋を横断する定期便として運航された。1920年代後半から1930年代前半にかけて、ヨーロッパは巨大で優秀な船舶を必要としていたため、同時期に建造された「クイーン・エリザベス」と共にチャーターされ、客船として運航されたが、第二次世界大戦の勃発に伴い兵士輸送船として軍に徴用された。軍を退役した後は再び客船として20年間運航され、1967年に引退。国立登録史跡として登録され、ロングビーチで博物館船兼ホテルとして静態保存されている。

## 命名・建造
ヨーロッパでは客船の建造競争があり、ドイツはすでに客船「ブレーメン」と「オイローパ」を建造していた。キュナード・ラインのライバルのホワイト・スター・ラインは総トン数60,000トンの「オーシャニック」の建造を決定し、競争に遅れをとっていたイギリスは、総トン数75,000トンの客船を建造することを決定したが、船名は未定であった。
534番船体と仮の名が付けられていた本船の命名については極秘のうちに進められ、キュナード・ラインの船名の命名規則に従い「ヴィクトリア」（Victoria）に内定していた。
しかるに本船が「クィーン・メリー」（Queen Mary）と命名されたのは、裁可のため社長代理がジョージ5世に拝謁して「この新客船には『イギリスの偉大な女王（クイーン）』の御名を冠します」と遠まわしに奏上したところ、自らの王妃（クイーン）であるメアリー・オブ・テックの名を冠する、と勘違いしたジョージ5世から「そうか。ありがとう」と礼を言われ、引っ込みがつかなくなったことに起因する。
※ 英語では「女王」と「王妃」を区別せずに Queen と呼称する。
1930年12月にクライドバンクにあるジョン・ブラウン・アンド・カンパニーで建造が始まったが、1931年12月に世界恐慌による資金不足により工事が中止された。キュナード・ラインは534番船体を完成させるための建造資金補助を政府に依頼し、政府は経営不振に陥っていたホワイト・スター・ラインとの合併を条件に552番船体「クイーン・エリザベス」の分も援助することを承認し、両社は1934年4月に合併することで合意した。合併した際、社名がキュナード・ホワイト・スター・ラインとなった。こうして約3年半中断されていた工事が再開され、「クイーン・メリー」は1934年9月26日に進水した。建造にかかったコストは350万UKポンド、工期は3年半となった。

## 歴史（1934年 - 1939年）
1934年9月26日、534番船の進水式は雨降りのなかメアリ王妃が長い答辞の途中突然船台上から滑り出し進水を始め、慌てて船名「R.M.S.クイーン・メリー」を授けて祝福し降りた水上では勢いが付きすぎて危うく浅瀬に乗り上げる直前で停止するという事故が起きた。
「クイーン・メリー」の建造後、クライド汽船の所有する船舶に同名の「クイーン・メリー（Queen Mary）」が存在することが判明し、キュナード・ホワイト・スター・ラインと協議した結果、クライド汽船の「クイーン・メリー」を、「TS Queen Mary II」と改名することに決定した。
処女航海は1936年5月27日、「クイーン・メリー」はエドガー・T・ブリテン船長の下、サウサンプトンを出港した。「クイーン・メリー」の総トン数は80,774トンあり、ライバル「ノルマンディー」の総トン数79,280トンを上回っていたが、「ノルマンディー」が改装され、ゲームセンターを増設したことにより83,243トンに増え、「クイーン・メリー」を抜かした。「クイーン・メリー」は高速で航行していたが、ニューヨークに到着する直前に霧が出てきたため、速度を落として航行した。

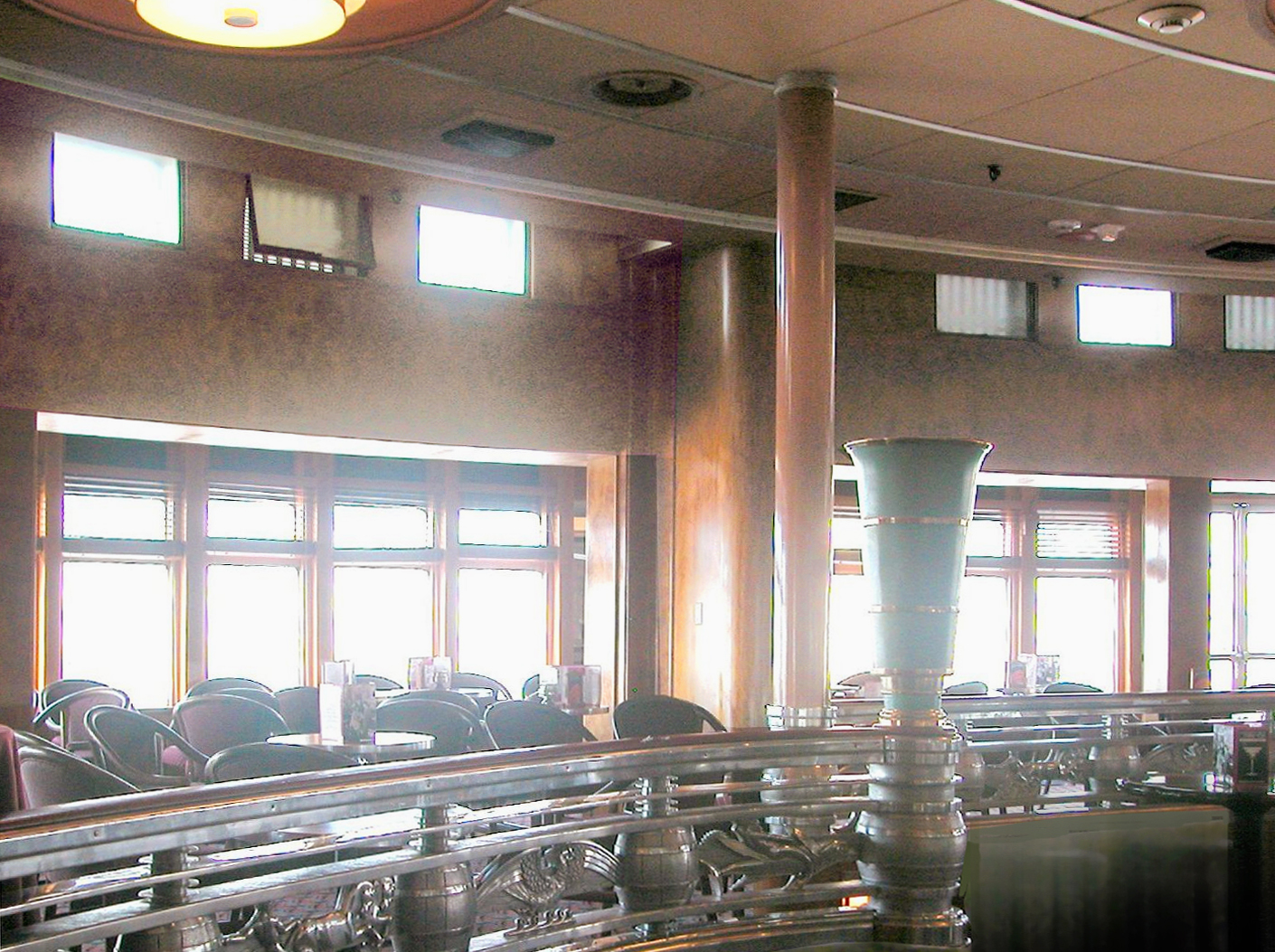
「クイーン・メリー」のバー

「ノルマンディー」の流線型で革新的な船体に対し、「クイーン・メリー」のデザインは伝統的すぎると批判された（実際、「クイーン・メリー」の外観は第一次世界大戦前の客船と大差なかった）。さらに「クイーン・メリー」は内装にアール・デコを使用しており、フランスの定期船よりも古めかしくて落ち着いた雰囲気にまとまっていた。船体の大きさでも「ノルマンディー」が上回っていたが、このような批判を受けたにもかかわらず、就航後「クイーン・メリー」は乗客定員の多さと持ち前の快速ぶりで大人気となった。
1936年8月、「クイーン・メリー」は西回り航路で平均速力30.14ノット（55.82km/h）、東回り航路で平均速力30.63ノットを記録し「ノルマンディー」からブルーリボン賞を奪った。その後「ノルマンディー」は改装で新型の動力機関を取り付けたため、1937年に「クイーン・メリー」からブルーリボン賞を奪い返したが、1938年に再び「クイーン・メリー」が西回り航路で平均速力30.99ノット（57.39km/h）、東回り航路で平均速力31.69ノットを記録しブルーリボン賞を受賞した。その後、この記録は1952年に「ユナイテッド・ステーツ」が登場するまで続いた。

### 内装

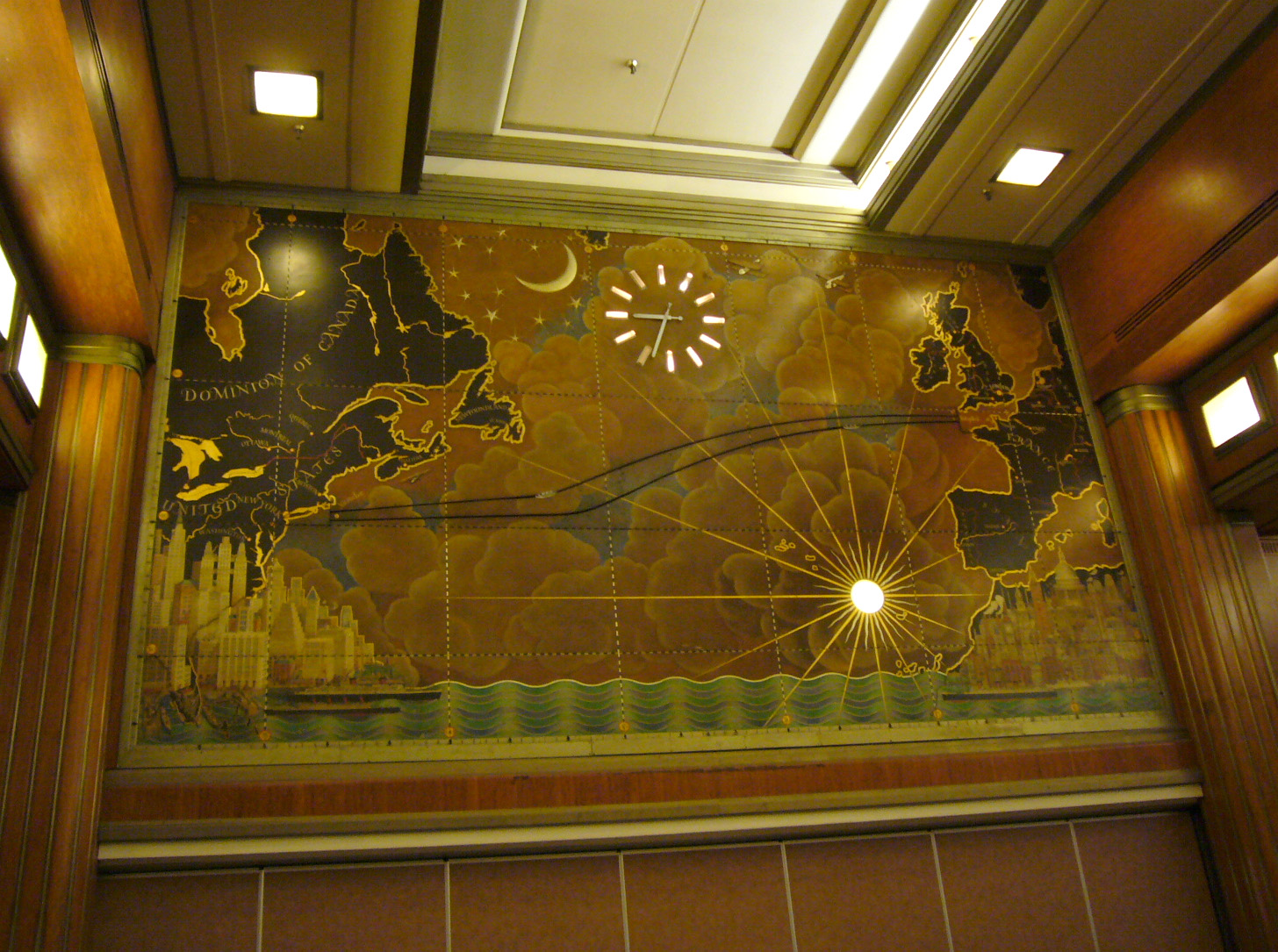
食堂にある地図

「クイーン・メリー」の1等船客の設備は極めて豪華であった。特に有名だったのは室内プール、バー、図書館や児童センター、犬小屋まであった。特に広大であった1等船客の食堂（グランド・サロンと呼ばれた）は、2デッキ分の高さがあった。また、先述した室内プールも、同様に2デッキ分の高さがあった。
食堂には大西洋横断時の西回り航路と東回り航路が描かれた地図が設置されており、この地図には船の現在地を示す動力つきの模型が付いていた。姉妹船「クイーン・エリザベス」が就航した際には模型が1つ追加され、乗客は両船の位置を知ることができた。

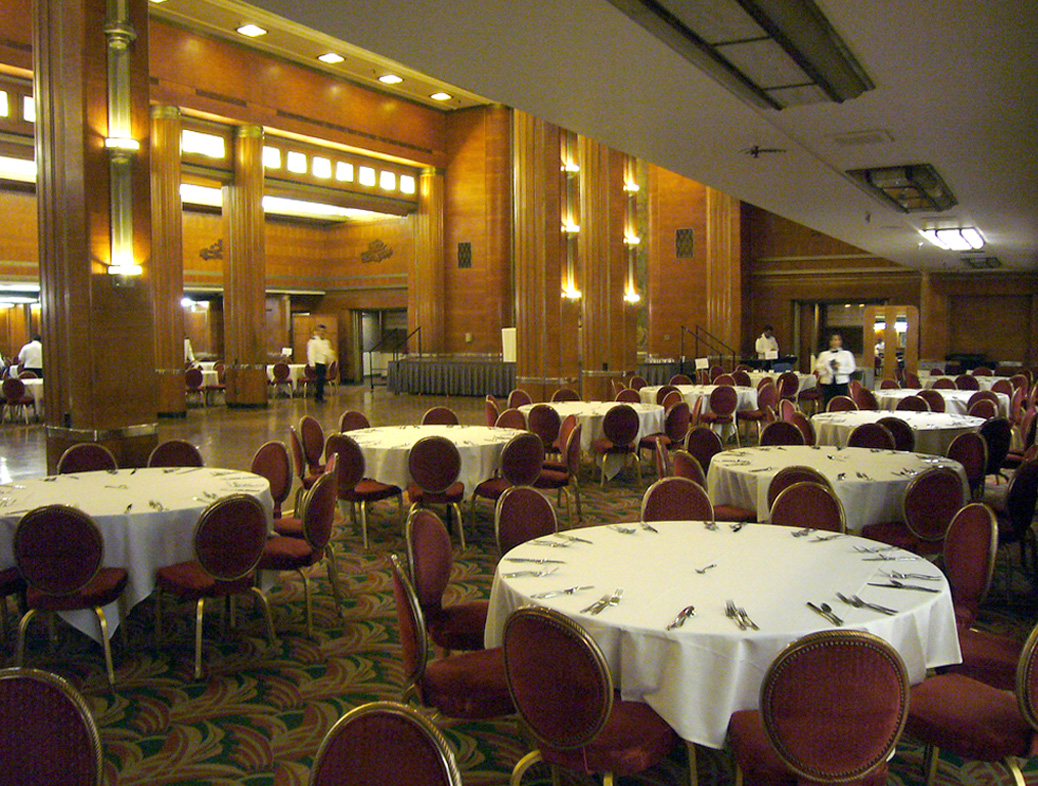
1等客の広大な食堂

広大な食堂で食事をする以外にも、屋上にはバーベキューとフランス料理レストランが設置されており、レストランの定員は80人であった。また、このレストランはクラブとしても使えるように作られていた。他にも大西洋の景観を楽しめるアール・デコ様式のロビーなどが存在した。
内装に使用されていた木材は個室と公共施設で異なり、また、等級によって内装が異なっていた。

## 第二次世界大戦

### 徴用

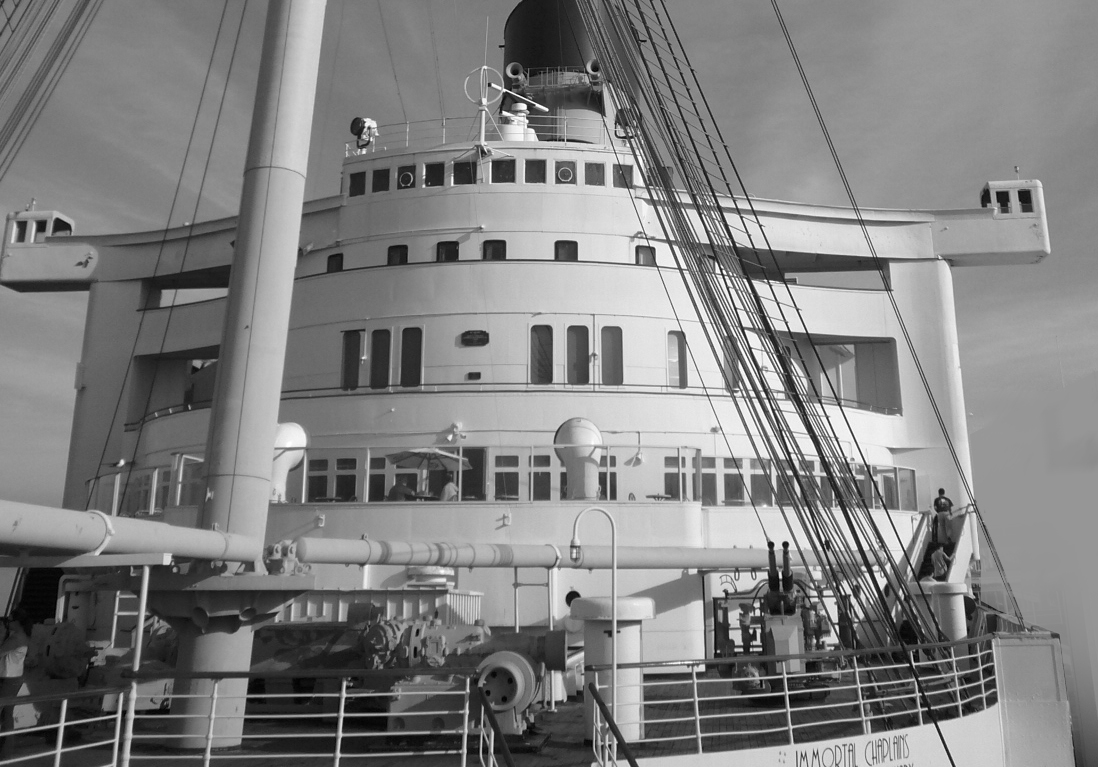
ボフォース 4cm連装機関砲を装備した「クイーン・メリー」

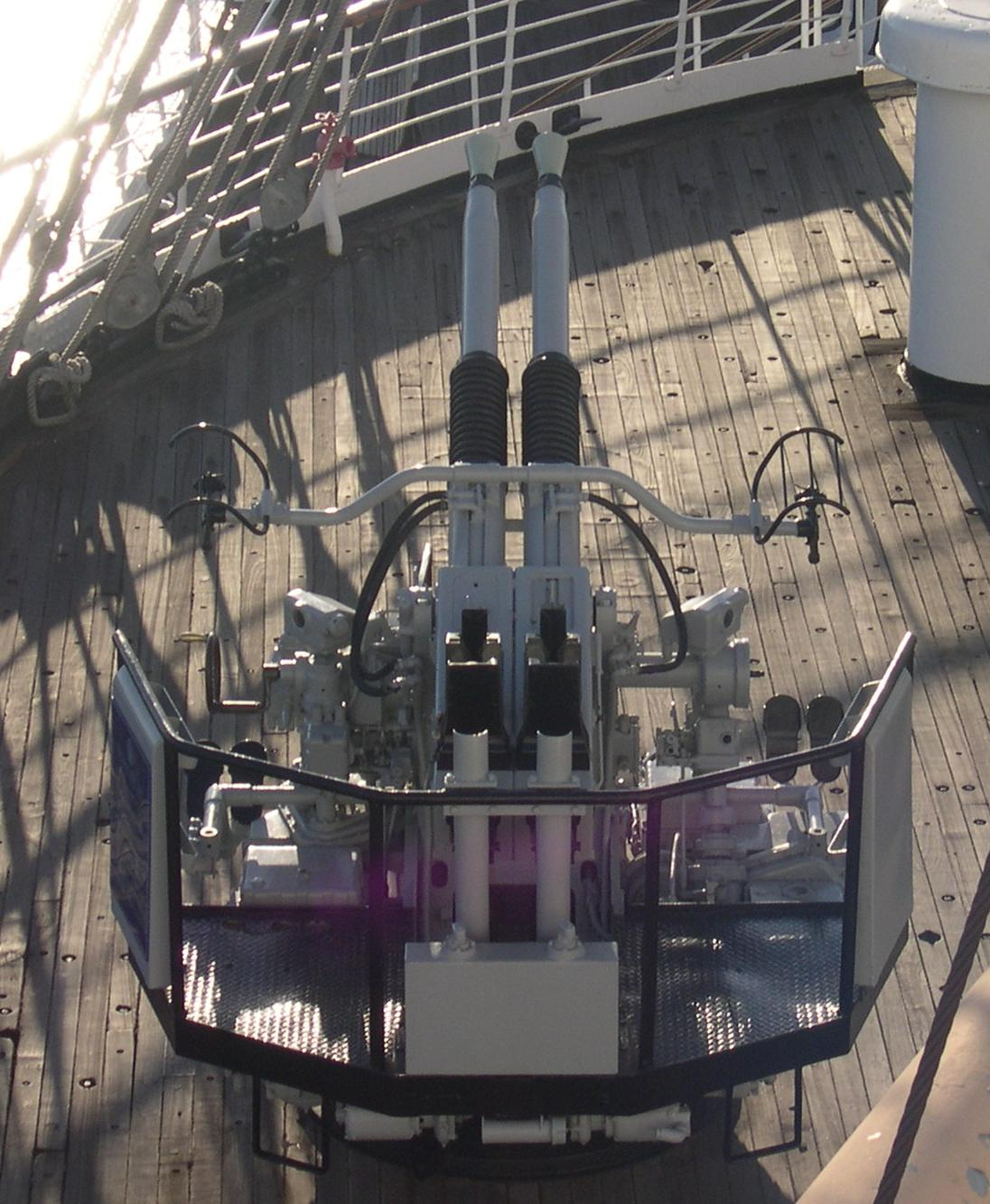
軍隊輸送船時代に搭載されたボフォース 4cm連装機関砲

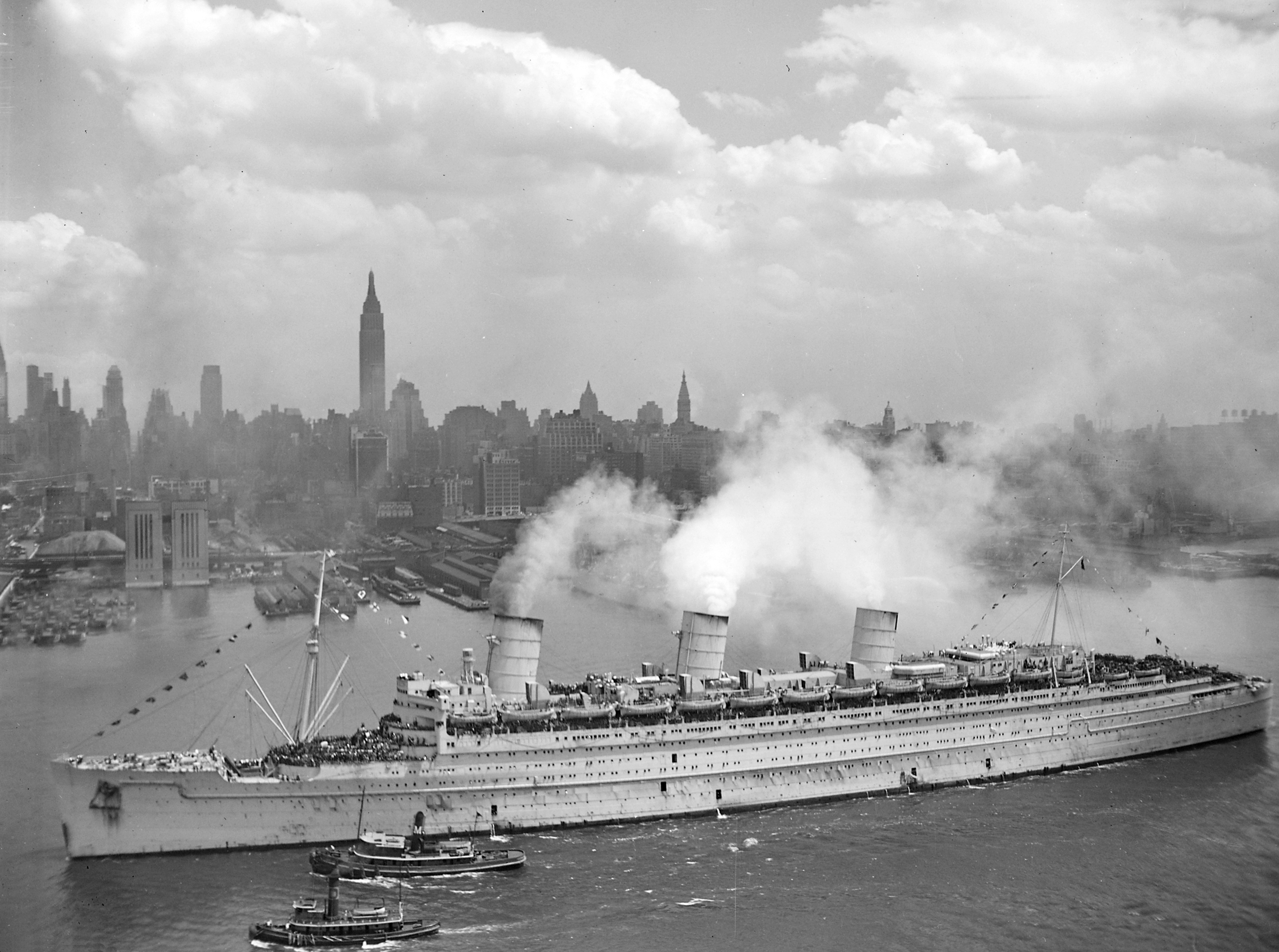
1945年6月20日、アメリカ兵を乗せてニューヨーク港に到着した「クイーン・メリー」

その後、1939年8月に「クイーン・メリー」はニューヨークからサウサンプトンへ引き返したが、ヨーロッパの情勢が悪化していたため巡洋戦艦「フッド」の護衛を受けることとなった。無事にサウサンプトンに到着した「クイーン・メリー」は再び同年9月1日にニューヨークへ向けて出港したが、ニューヨークに到着した際に第二次世界大戦が勃発。ドイツ海軍の潜水艦による攻撃を避けるために、「クイーン・メリー」は「ノルマンディー」と共にニューヨーク港に引き留められた。
その後、「クイーン・エリザベス」と合流した3隻は、秘密裏にクライドバンクまで移動させられ、協議の結果、イギリス海軍の上層部は2隻を軍隊輸送船として徴用することを決めた（なおその後本国がドイツの占領下におかれた「ノルマンディー」は、アメリカ海軍に徴用されて改装中に火災が発生し、消火の際の放水によって転覆した。詳細は当該項目を参照）。

### 輸送船
「クイーン・メリー」はニューヨークからまだ戦火に見舞われていなかったオーストラリアのシドニーへ移動し、ドイツ海軍艦船から攻撃を避けるべく様々な航路を通ってオーストラリアやニュージーランドの兵士をイギリスに運んでいた。「クイーン・メリー」は姉妹船「クイーン・エリザベス」と共に兵士及び食料などの輸送船として戦争に従事し、1度の航海で護衛も無しに15,000人の兵士を運ぶことが可能であった。戦争期間中、「クイーン・メリー」は「クイーン・エリザベス」と共に視認されにくい灰色の塗装を施されたため、2隻とも“灰色の幽霊”というあだ名をつけられた。
「クイーン・メリー」は高速であったため、この時代のUボートで「クイーン・メリー」に追いつくのは実質的に不可能であった。一度のみ、ドイツが「クイーン・メリー」の停泊中にUボートで待ち伏せする作戦を実行したものの、「クイーン・メリー」がUボートに関する警告を受けていたためコースを変更し、作戦は失敗に終わった。
なお1941年12月に日本がイギリスとオーストラリア、ニュージーランド、アメリカの間で開戦し、その後イギリス軍やアメリカ軍はアジア太平洋地域とインド洋地域で日本軍に相次いで敗北した。このため連合国軍はインド洋全域の制海権を喪失したのみならず、シンガポールを含むマレー半島や香港などのアジアにおける植民地を喪失した上に、オーストラリアも日本軍の攻撃を頻繁に受けるようになった。これを受けて「クイーン・メリー」は、1942年以後はアメリカとヨーロッパの間の北大西洋のみで運航された。
1942年10月2日、アイリッシュ海で「クイーン・メリー」は護衛の軽巡洋艦「キュラソー」に衝突し、「キュラソー」は二つに引き裂かれて沈没した。Uボートによる攻撃の危険があるため何があろうとも「クイーン・メリー」は停船することは禁じられており、駆逐艦に救助を任せてその場を離れた。この事故でキュラソーの乗員338名が死亡した。
1942年12月、「クイーン・メリー」は合計で16,082人の兵士をニューヨークからイギリスへ輸送中であった。その時、スコットランド沖700マイルで強風によって発生した高さ28mの異常波浪に襲われ、危うく転覆する寸前にまで達した。後にこの事故がもとになって、小説「ポセイドン・アドベンチャー」が執筆された。
1945年5月にドイツが降伏したことでヨーロッパにおける大戦が終結した。これを受けて「クイーン・メリー」は、それまでヨーロッパ戦線およびアフリカ戦線で戦っていたアメリカ軍およびカナダ軍の兵士の帰還業務に従事することとなった。

## 第二次世界大戦後

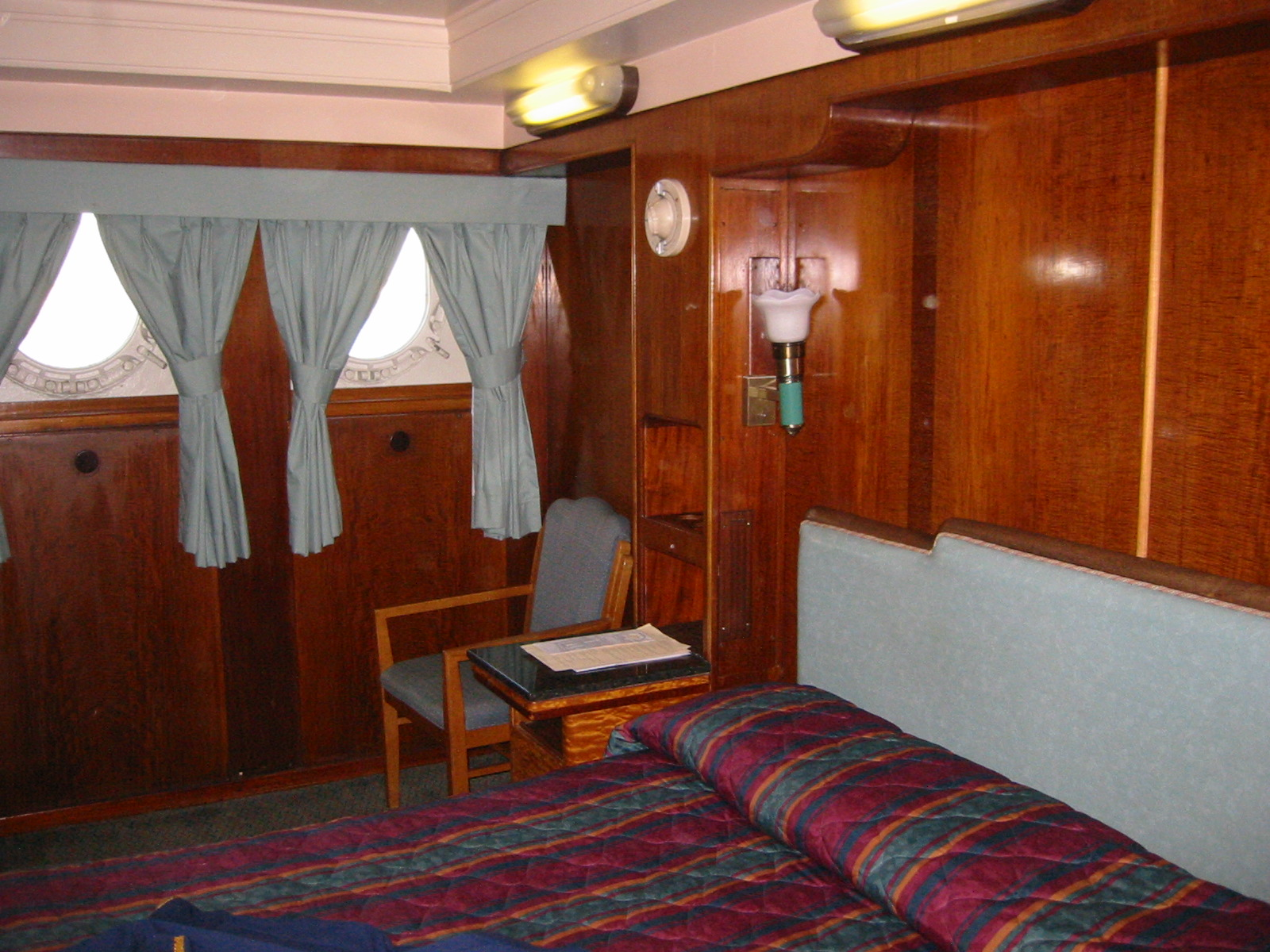
「クイーン・メリー」の1等船室

1946年にはイギリス海軍からの徴用を解かれ、同年9月から1947年7月まで、「クイーン・メリー」は客船復帰のために改装され、船室の数が増えてファーストクラス711室、一般客室707室、観光客専用客室577室となった。
こうして「クイーン・メリー」は、クイーン・エリザベスと共に再び大西洋横断定期船として1940年代から1950年代にかけて運航された。
しかしこの頃、ダグラス DC-6やロッキード コンステレーションなどの大型旅客機が大西洋横断路線に就航し、さらに1958年には、大型ジェット旅客機のボーイング707が就航しロンドン-ニューヨーク間を6時間程度で結ぶとともに、運賃も低下したことにより、「クイーン・メリー」をはじめとする大西洋横断定期船の乗客は急激に減ることになった。
さらに1969年の「クイーン・エリザベス2」の就航により「クイーン・メリー」への関心が薄れ、老朽化によって新市場での競争は難しいとして、キュナード・ラインは「クイーン・メリー」を売却することを発表した。
多数の買収の申し出があったが、結局ロングビーチで保存されることとなった。こうして「クイーン・メリー」は1967年に引退、「クイーン・エリザベス」も1968年に引退した。1969年に「クイーン・エリザベス2」が就航し、2004年に「クイーン・メリー2」が就航した。

## ロング・ビーチでの「クイーン・メリー」

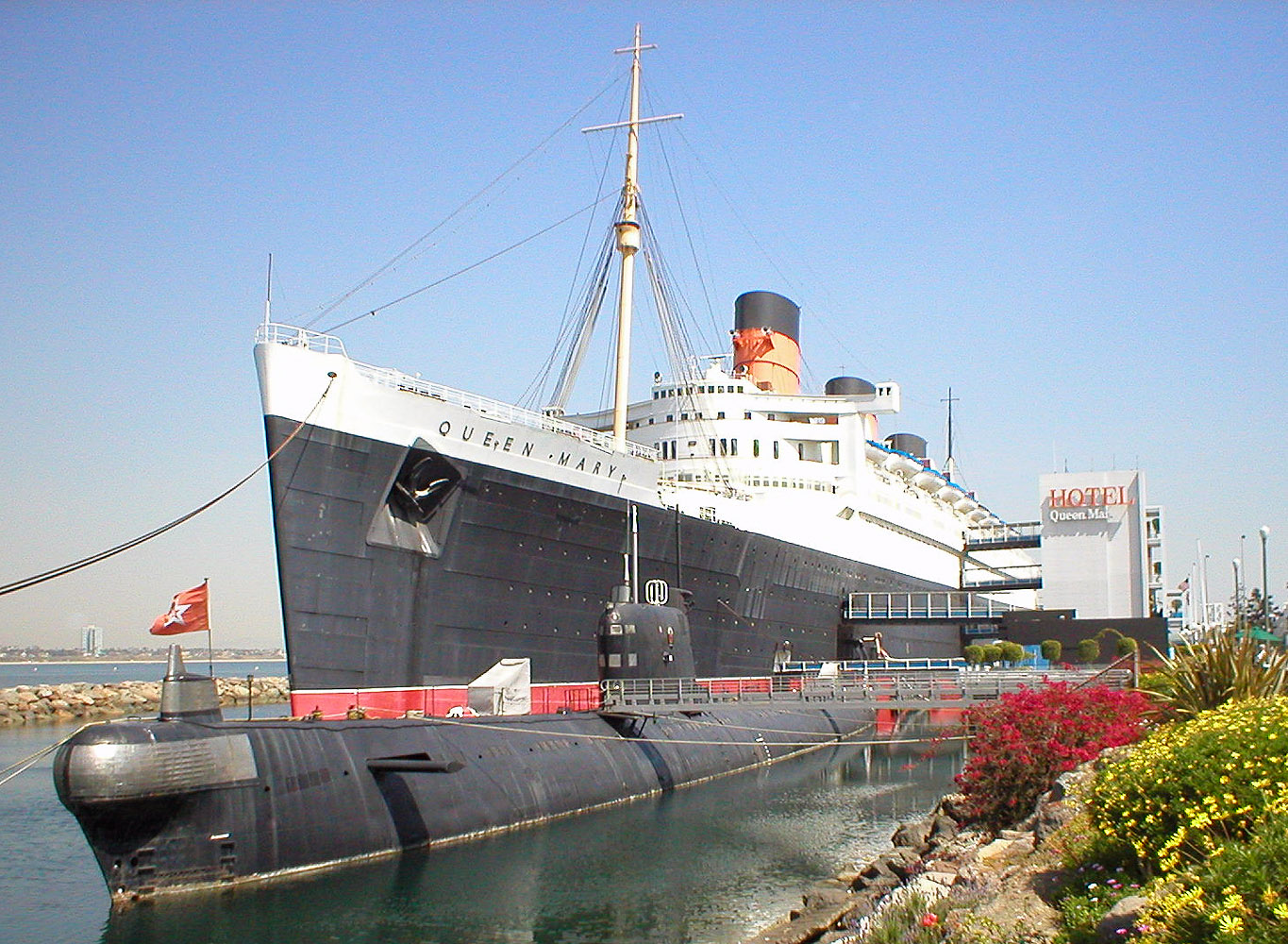
ロング・ビーチの「クイーン・メリー」、手前に見えるのはロシア製フォックストロット型潜水艦B-427

引退後の1967年、「クイーン・メリー」はアメリカ西海岸のロングビーチで係留され、静態保存されることが決定した。1972年公開の映画「ポセイドン・アドベンチャー」の撮影に使用された。
1983年から1993年にかけては付近のドーム型の建造物にH-4が展示されていた（このドームは元々ホールとして使用されていたものであり、現在はカーニバルクルーズラインがターミナルとして使用している）。
2015年現在はホテル及びレストラン、会議場などとして運営されており、またロングビーチ港のランドマークとしても市民に親しまれている。